# Heinrich Mann
Ludwig Heinrich Mann, (Lübeck, 27 de março de 1871 — Santa Mônica, 11 de março de 1950) foi um escritor alemão.

## Carreira
A partir de 1930, Mann foi presidente da Seção de Poesia da Academia Prussiana de Artes, da qual foi expulso em 1933 após a tomada do poder pelos nazistas. Mann, que até então vivia principalmente em Munique, emigrou primeiro para a França e depois para os EUA. No exílio, ele escreveu inúmeras obras, incluindo muitos textos antifascistas.
Sua narrativa foi influenciada pelo romance francês do século XIX. Suas obras muitas vezes tinham intenções socialmente críticas; os primeiros trabalhos são muitas vezes sátiras mordazes sobre a falsa moral burguesa, o homem - inspirado em Friedrich Nietzsche e Gabriele D'Annunzio  - se opôs a um mundo de beleza e arte.
Nas obras seguintes, Mann analisa as estruturas autoritárias do Império Alemão na época do Guilherminismo. Os resultados foram inicialmente a sátira social Professor Unrat, mas também três romances que são conhecidos hoje como a trilogia Império (Der Untertan, Die Armen, Der Kopf - "O Sujeito", "Os Pobres", "A Cabeça"), cuja primeira parte é a mais artisticamente convincente. No exílio, escreveu suas principais obras, os romances Die Jugend des Königs Henri Quatre e Die Vollendung des Königs Henri Quatre.
Seu trabalho narrativo acompanha uma rica atividade como ensaísta e publicitário. Ele tendia à democracia muito cedo, se opôs à Primeira Guerra Mundial desde o início e se opôs ao nacional-socialismo em um estágio inicial, cujos apoiadores queimaram publicamente as obras de Mann.

## Obras

### Edições únicas
- Haltlos. 1891.
- In einer Familie. 1894.
- Das Wunderbare und andere Novellen. 1897.[5]
- Ein Verbrechen und andere Geschichten. 1898.
- Im Schlaraffenland. 1900.
- Die Göttinnen oder Die drei Romane der Herzogin von Assy. 1903 (trilogia).
- Die Jagd nach Liebe. 1903.
- Flöten und Dolche. 1905.
- Pippo Spano. 1904.
- Professor Unrat oder Das Ende eines Tyrannen. 1905.
- Stürmische Morgen. 1906.
- Mnais und Ginevra. 1906.
- Zwischen den Rassen. 1907.
- Die kleine Stadt. 1909.
- Das Herz. 1910.
- Die Unschuldige. 1910.
- Die Rückkehr vom Hades. Novellen. 1911.
- Die große Liebe. 1912.
- Madame Legros. 1913.
- Bunte Gesellschaft. 1917.
- Brabach. 1917.
- Die Armen. 1917.
- Der Untertan.1918.
- Der Weg zur Macht. 1919.
- Die Ehrgeizige. 1920.
- Die Tote und andere Novellen. O. C. Recht, München 1921.
- Diktatur der Vernunft. Verlag Die Schmiede, Berlin 1923.
- Abrechnungen. Sieben Novellen. 1924.
- Der Jüngling. 1924.
- Vereinigte Staaten von Europa. 1924.
- Der Kopf, 1925.
- Mutter Marie. 1927.
- Eugénie oder Die Bürgerzeit. 1928.
- Sie sind jung. 1929.
- Die große Sache. 1930.
- Ein ernstes Leben. 1932.
- Die Welt der Herzen. 1932.
- Der Haß. Deutsche Zeitgeschichte. 1933.
- Die Jugend des Königs Henri Quatre. 1935.
- Die Vollendung des Königs Henri Quatre. 1938.
- Lidice. 1942.
- Die traurige Geschichte von Friedrich dem Großen. 1948.
- Der Atem. 1949.

#### Ensaios
- Geist und Tat. 1910–1918.

#### Memórias
- Ein Zeitalter wird besichtigt. 1946.

#### Postumamente
- Empfang bei der Welt. 1956.
- Madeleine Rietra (Hrsg.): Briefwechsel mit Barthold Fles, 1942–1949. 1993.

##### Como coeditor
- Gegen die Phrase vom jüdischen Schädling.[6] Amboss, Praga 1933.

### Edições de Obras
- Gesammelte Werke. Cassirer, Berlim 1909. 4 volumes.
- Gesammelte Romane und Novellen. Kurt Wolff, Leipzig 1917. 10 volumes.
- Gesammelte Werke. Zsolnay, Berlin 1925–1932. 13 volumes.
- Ausgewählte Werke in Einzelausgaben. Aufbau, Berlim 1951–1962. 13 volumes.
- Gesammelte Werke in Einzelausgaben. Claassen, Hamburgo 1958–1988. 18 volumes.
- Gesammelte Werke. Aufbau-Verlag, Berlim, 1965–1988. 25 volumes foram planejados, os volumes 1–18 (todos os romances concluídos, exceto In einer Familie) e o volume 24 (Ein Zeitalter wird besichtigt) foram publicados.
- Werkauswahl in zehn Bänden. Claassen, Düsseldorf 1976.
- Studienausgabe in Einzelbänden. Fischer TB, Frankfurt am Main 1986 bis 2015. 29 volumes.
- Gesammelte Werke in Einzelbänden. S. Fischer, Frankfurt am Main 1994 bis 2006. 11 volumes.
- Essays und Publizistik. Kritische Gesamtausgabe. Herausgegeben von Wolfgang Klein, Anne Flierl e Volker Riedel. Aisthesis, Bielefeld 2009 ff.
  1. Mai 1889 bis August 1904. 2013, ISBN 978-3-89528-935-4.
  2. Oktober 1904 – Oktober 1918. 2012, ISBN 978-3-89528-758-9.
  3. November 1918 – 1925 (in 2 Teilbänden). 2015, ISBN 978-3-89528-983-5.
  4. 926 – 1929 (in 2 Teilbänden). 2018, ISBN 978-3-8498-1245-4.
  5. 1930 bis Februar 1933. 2009, ISBN 978-3-89528-723-7.
  6. Februar 1933 bis 1935 (in 2 Teilbänden). 2009, ISBN 978-3-89528-724-4.
  7. 1936 – 1937. 2020, ISBN 978-3-8498-1548-6.